# Symbole wegetarianizmu i weganizmu
Symbole wegetarianizmu i weganizmu – symbole używane jako oznaczenia na produktach żywności, do manifestowania tożsamości przez członków społeczności wegetarian i wegan oraz podczas aktywizmu na rzecz praw zwierząt.

## Symbole wegetariańskie

### V-Label

V-Label

Znak V z liściem, zwany V-Label pochodzi od Europejskiej Unii Wegetariańskiej. Jest to standaryzowana etykieta pozwalająca na łatwą identyfikację wegetariańskich produktów i usług. Została stworzona w 1996 r.

## Symbole wegańskie

### Symbol anarchizmu wegańskiego (anarchoweganizmu)
Symbol anarchizmu wegańskiego (anarchoweganizmu) po raz pierwszy pojawił się w eseju Briana A. Dominicka Animal Liberation and Social Revolution w 1995 r. Składa się z koła z literą V i A łącząc symbolikę weganizmu i anarchizmu.

Symbol anarchizmu wegańskiego

Flaga wegan

### Flaga wegan
Flaga wegan został zaprojektowana w 2017, przez międzynarodową grupę grafików i aktywistów. Grupę utworzył Gad Hakimi, wegański aktywista i projektant z Izraela. Celem było stworzenie flagi cywilnej reprezentującej weganizm. Flaga składa się z dwóch niebieskich i jednego zielonego trójkąta tworzących literę V pierwszą literę w angielskim słowie weganizm (ang. veganism).
Pierwotnie członkowie grupy zakładali umieszczenie na fladze zwierząt, a także czerwone barwy, co miało symbolizować krew zwierząt poddanych ubojowi. Jednak ostatecznie grupa zdecydowała się stworzyć flagę na temat równości ludzi i zwierząt. Inspiracją do jej powstania była tęczowa flaga LGBT. Grupa tworzących miała nadzieję na zjednoczenie organizacji i aktywistów na rzecz praw zwierząt. Kolor biały symbolizuje jedność, niebieski morskie i latające zwierzęta, a zielony zwierzęta lądowe. Litera V oznacza weganizm i tworzy odwróconą piramidą, która ma symbolizować zdolność do czynienia niemożliwego.